# 拉帕吕 (马耶讷省)
拉帕吕（法語：La Pallu，法語發音：[la paly]）是法国马耶讷省的一个市镇，属于马耶讷区。

## 地理
拉帕吕（48°30'28"N, 0°17'50"W）面积6.65 平方千米，位于法国卢瓦尔河地区大区马耶讷省，该省份为法国西北部内陆省份。
与拉帕吕接壤的市镇（或旧市镇、城区）包括：利涅尔-奥热尔、讷伊勒旺丹、圣卡莱迪代塞尔、圣帕特里斯-迪代塞尔。

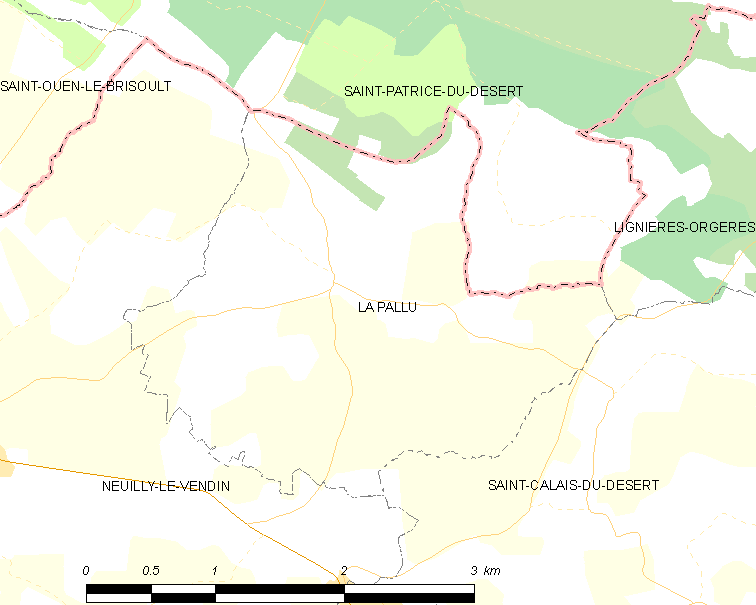
的OSM定位图

拉帕吕的时区为UTC+01:00、UTC+02:00（夏令时）。

## 行政
拉帕吕的邮政编码为53140，INSEE市镇编码为53173。

## 政治
拉帕吕所属的省级选区为维莱讷拉瑞埃勒县。

## 人口

1962-2008年间人口变化图示

拉帕吕于2022年1月1日时的人口数量为177人。